# واوگنری
واوگنری (به فرانسوی: Vaugneray) یک کمون در فرانسه است که در Canton of Vaugneray واقع شده‌است.

## خصوصیات
واوگنری ۲۲٫۳۸ کیلومترمربع مساحت و ۴٬۷۳۴ نفر جمعیت دارد.